# 江阴北站
江阴北站，也叫江阴轮渡，是位于江苏省江阴市的一个铁路车站，邮政编码214400。车站建于2005年，有新长铁路经过该站，现不办理客货运业务，车站及其上下行区间未电气化。该站隶属上海铁路局无锡直属站，是三等站。
2004年10月车站开通江阴铁路轮渡，曾经是长江上唯一一个火车轮渡，2019年12月16日停航。2019年7月12日，车站从新长车务段改由无锡直属站管辖。